# NGC 6817
NGC 6817 est une vaste et lointaine galaxie spirale située dans la constellation du Dragon. Sa vitesse par rapport au fond diffus cosmologique est de 11 986 ± 35 km/s, ce qui correspond à une distance de Hubble de 177 ± 12 Mpc (∼577 millions d'al). NGC 6788 a été découverte par l'astronome britannique John Herschel en 1885.
En indiquant comme référence le catalogue Zwicky, publié en six volumes entre 1961 et 1968, la base de données astronomique NASA/IPAC considère que NGC 6817 est une paire de galaxies en interaction reliées (« double system, connected »). Pour obtenir les données de PGC 63431, la galaxie découverte par Herschel, il faut utiliser la requête NGC 6817 NED02. Quant à l'autre galaxie, il s'agit de LEDA 3086688, ou PGC 3086688 aussi désignée comme NPM1G +62.0258, et elle ne fait pas partie du New General Catalogue. La base de données NASA/IPAC désigne aussi cette galaxie comme NGC 6817 NED01 et ne présente aucune autre donnée que les coordonnées de celle-ci ainsi que les coefficients d'extinction. C'est à peu près la même chose pour les bases de données Simbad et HyperLeda. La distance de cette galaxie est donc inconnue. Cependant, l'image obtenue du relevé SDSS semble montrer que ces deux galaxies sont reliées par un pont de matière.
Une recherche à l'aide de Google Scholar ne donne aucun résultat pour la requête "NGC 6817". Aussi, l'affirmation que NGC 6817 est une paire de galaxies reliées est passablement incertaine.